# District militaire du Caucase du Nord

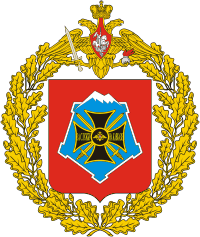
Emblème du district militaire du Caucase du Nord.

Le district militaire du Caucase du Nord est une région militaire des forces armées de la fédération de Russie absorbée depuis décembre 2010 dans le district militaire sud à la suite d'un nouveau découpage administratif créant quatre commandements stratégique opérationnel. Il inclut la 58e armée, deux autres divisions de fusiliers motorisés, la 4e armée aérienne, et autres unités. Le commandant du district dirige également la flotte caspienne de la Marine russe.

## Historique

En vert, le territoire couvert par le district militaire du Caucase du Nord.

Le district militaire du Caucase du Nord a été créé en mai 1918 en regroupant des partis des districts militaires Caucase et Kharkov. Pendant la guerre civile russe, le district a eu deux missions : défense du territoire contre les forces de la Russie blanche, et création de forces suffisantes pour la défense du nouvel État soviétique. En novembre 1919, la Ire armée de cavalerie (en) a été créée sous Boudienny. La guerre civile achevée, la raison d’être du district a été de former un quartier général administratif pour les forces soviétiques et, pendant les périodes de conflits, de fonder un quartier général pour un groupe d’armées (qui s’appelle un Front). Le district a contrôlé toutes les forces entre le Don et la Volga ainsi qu'en Ciscaucasie.   
Pendant la Seconde Guerre mondiale, a été mis en place la 19e armée avec les forces déjà présentes dans le district, sous l'ancien commandement des forces du district, le général de corps d’armée Ivan Koniev. 
Ont également été formées les 50e et 53e divisions de cavalerie, qui ont rejoint le Front de l'Ouest. Fin 1941, une petite zone du district a été occupée par les Allemands pendant une courte période et, en été 1942, le territoire entier du district a été occupé par les Allemands, pendant l'offensive allemande en direction de Stalingrad et du Caucase. Le quartier général du district a été intégré dans le front du Caucase du Nord le 19 mai 1942, et le reste du QG a été dissous en septembre 1942.
Depuis la dissolution de l'URSS, il a participé entre autres aux deux guerres de Tchétchénie en 1995 et depuis 1999, à la contre-attaque lors de l'invasion du Daghestan en 1999 et à la deuxième guerre d'Ossétie du Sud contre la Géorgie en 2008.

## Commandants (1945-2010)
- 1946-1948 : colonel général Pavel Belov
- 1948-1949 : colonel général Vladimir Romanovski
- 1949-1953 : colonel général Sergueï Trofimenko (ru)[1]
- 1953-1953 : Nikolaï Pukhov
- 1953-1958 : maréchal de l'Union soviétique Andreï Ieremenko (novembre 1953 - avril 1958)
- 1958-1968 : général d'armée Issa Pliev
- 1968-1970 : général d’armée Alexandre Altounine (ru)
- 1970-1976 : colonel général Dmitri Litovtsev
- 1976 - août 1979 : colonel général des Blindés Valeri Belikov (ru)
- Août 1979 - 1980 : colonel général Aleksandr Postnikov
- 1980 - août 1984 : colonel général Vladimir Meretskov (ru)
- Août 1984 - juillet 1986 : colonel général Viktor Skokov (ru)
- Juillet 1986 - juin 1993 : colonel général Lev Choustko (ru)
- Juin 1993 - décembre 1994 : colonel général Alekseï Mitioukhine
- Février 1995 - mai 1997 : colonel général Anatoli Kvachnine
- Juillet 1997 - mai 2000 : général d'armée Viktor Kazantsev
- Mai 2000 - décembre 2002 : colonel général Guennadi Trotchev
- Décembre 2002 - juillet 2004 : général d'armée Vladimir Boldyrev (ru)
- Juillet 2004 - mai 2008 : général d'armée Alexandre Baranov (ru)
- Mai 2008 - janvier 2010 : colonel général Sergueï Makarov (ru)
- Janvier 2010 - septembre 2010 : lieutenant général Alexandre Galkine

## Unités subordonnées

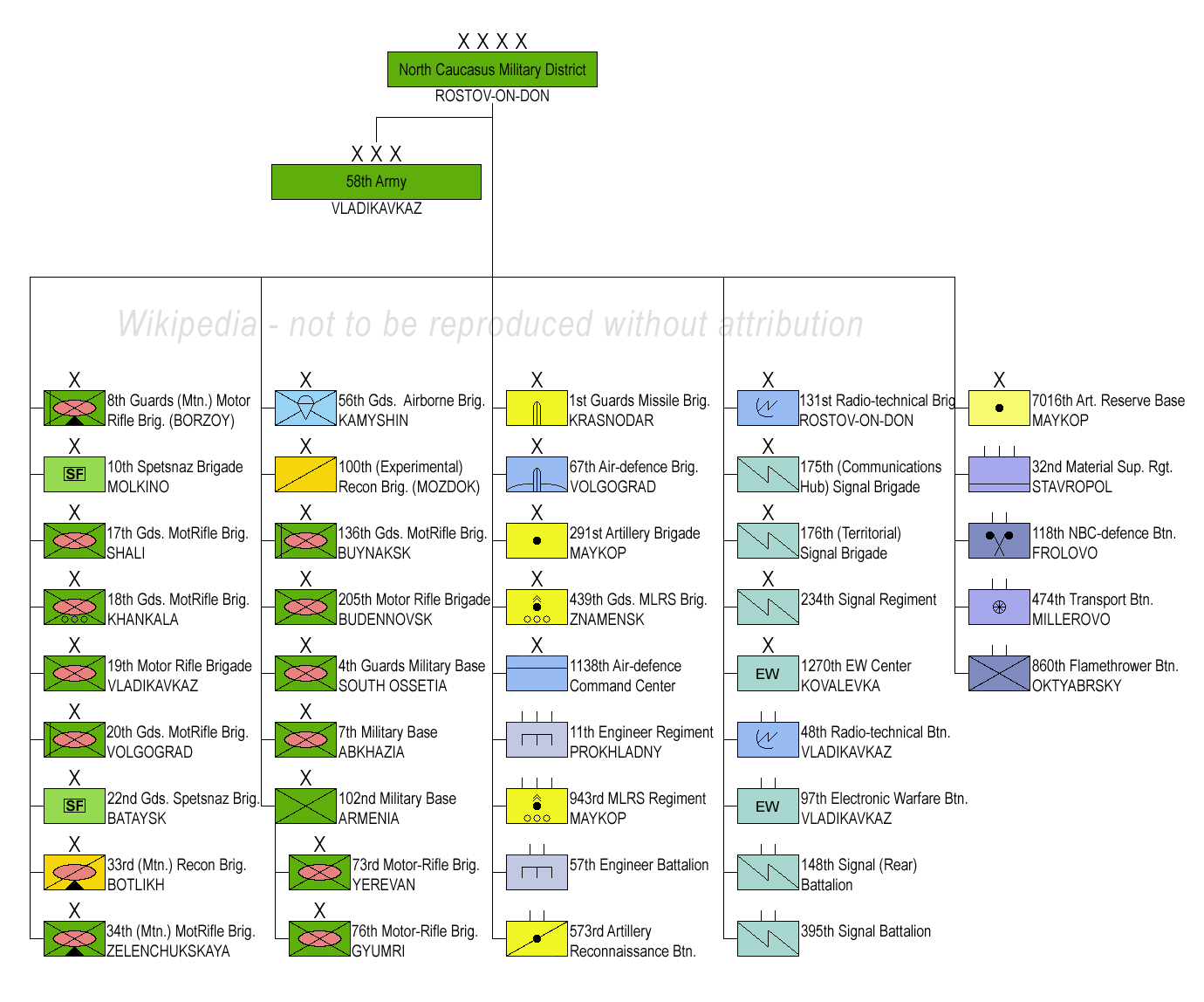
Organigramme en 2010 (cliquer pour agrandir)

## 58earmée

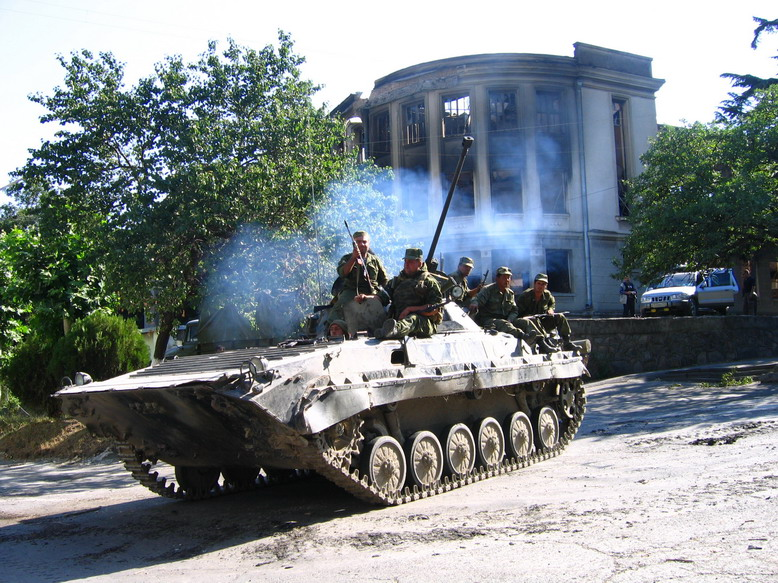
BMP-2 de la lors de la deuxième guerre d'Ossétie du Sud.

La 58e armée a été créée en novembre 1941 pour la première fois, dans le district militaire sibérien. Elle a inclus les 362e, 364e, 368e, 370e, 380e, 384e divisions de fusiliers et la 77e division de cavalerie. Après sa création, elle a été déplacée dans le district militaire d’Arkhangelsk pour participer à sa défense. En mai 1942, elle est devenue la 3e armée blindée. Elle a disparu et a été reformée à deux nouvelles reprises pendant la Seconde Guerre mondiale. Elle a été recréée en 1995 dans le district militaire du Caucase du Nord.